# Ԑ
Ԑ, ԑ (epsilon, nazwa według standardu Unicode reversed ze, tj. "odwrócona litera З") – litera rozszerzonej cyrylicy, używana w alfabecie języka enieckiego na oznaczenie głoski [æ]. W pierwotnej wersji alfabetu enieckiego była to ósma litera alfabetu, po reformie z 2019 r. stała się siódmą. Występuje na przykład w słowach „сԑу” (siedem), „сԑнку” (gra).
Litera została dodana do Unicode 5.0, nie występuje jednak w większości czcionek kompatybilnych z tym standardem.